# 瓦斯科
瓦斯科（Huasco）是智利的城鎮，位於該國北部，由瓦斯科省負責管轄，距離巴耶納爾50公里，面積1,601平方公里，2002年人口7,945，人口密度每平方公里5.0人。